# Welcome Interstate Managers
Welcome Interstate Managers è il terzo album discografico in studio del gruppo musicale statunitense Fountains of Wayne, pubblicato nel 2003.

## Tracce
1. Mexican Wine – 3:23
2. Bright Future in Sales – 3:06
3. Stacy's Mom – 3:18
4. Hackensack – 3:00
5. No Better Place – 4:06
6. Valley Winter Song – 3:35
7. All Kinds of Time – 4:22
8. Little Red Light – 3:35
9. Hey Julie – 2:37
10. Halley's Waitress – 3:35
11. Hung Up on You – 3:59
12. Fire Island – 2:57
13. Peace and Love – 3:26
14. Bought for a Song – 4:02
15. Supercollider – 5:05
16. Yours and Mine – 1:04
17. Elevator Up (Japan/iTunes bonus track) – 4:02